# Carl-Olof Lång
Carl-Olof Anders Lång, född 5 augusti 1928 i Göteborg, död den 16 februari 1986 i Malmö, var en svensk journalist, radio- och TV-producent, och regissör som bland annat var verksam med både radio- och TV-produktion inom Sveriges Radio.

## Biografi
Under sina studier vid Göteborgs högskola var Lång aktiv och styrelseledamot i Göteborgs socialdemokratiska studentförening. Efter socionomexamen år 1952 arbetade han som journalist på tidningarna Göteborgs-Tidningen och Expressen. Åren 1956 och 1957 var han verksam som producent vid BBC:s svenskspråkiga programverksamhet i London. Därefter knöts han till Sveriges Radio, där han år 1963 började arbeta som producent och regissör på Radioteatern, som han var chef för under åren 1967–1968.
Mellan 1968 och 1971 var Lång teatersekreterare vid Dramaten, där han även verkade som regissör. Han återvände till Sveriges Radio/TV år 1971, som chef för TV1-teatern och programråd. År 1979 övergick han åter till Radioteatern, som regissör och författare. Mellan 1983 och 1986 var han dramachef vid Malmö stadsteater.
Tillsammans med sin hustru Sigbrit arbetade han även som översättare, bland annat av pjäser av Harold Pinter, John Osborne, John Arden, Ann Jellicoe och Arnold Wesker.
Lång var värd för radioprogrammet Sommar vid hela 21 tillfällen mellan åren 1961 och 1984 samt värd för Vinter i P1 (dåvarande Vintergatan) 1974. Han är gravsatt i minneslunden på Fosie kyrkogård.